# Alexander Skarsgård
Alexander Johan Hjalmar Skarsgård (Estocolmo, 25 de agosto de 1976) es un actor sueco.
Comenzó a actuar a los siete años pero renunció a la edad de trece. Después de servir en el ejército sueco, Skarsgård regresó a la actuación y obtuvo su primer papel en una película estadounidense en la comedia Zoolander (2001) y saltó a la fama al interpretar al vampiro Eric Northman en la serie de televisión True Blood (2008-2014).
Después de aparecer en su película más icónica The Legend of Tarzán (2016), Skarsgård protagonizó la serie dramática Big Little Lies (2017-2019), lo que le valió un Premio Primetime Emmy, un Globo de Oro, un Premio de la Crítica, y un Premios del Sindicato de Actores.

## Primeros años
Nació en Estocolmo, Suecia. Es hijo del actor Stellan Skarsgård y su primera esposa, My Skarsgård, una doctora. Tiene cinco hermanos; Gustaf Skarsgård, Sam, Bill Skarsgård, Eija y Valter Skarsgård y dos medios hermanos, Ossian y Kolbjörn, de la segunda esposa de su padre, Megan Everett.
Un amigo de su padre, que era director, le dio a Skarsgård su primer papel cinematográfico cuando tenía siete años, e interpretó a Kalle Nubb en Åke och hans värld (Åke and His World). En 1989, el papel principal en la producción de televisión sueca Hunden som log (The Dog That Smiled) hizo que fuese reconocido en Suecia a la edad de trece años. Incomodado por tal reconocimiento, dejó de actuar durante los siguientes siete años.

## Carrera cinematográfica
Alexander empezó a actuar en películas a la edad de ocho años, por influencia de su padre. Siguió trabajando en televisión hasta que cumplió dieciséis años, momento en que decidió que la fama no era de su agrado. Una vez terminado el instituto comenzó la carrera de Ciencias Políticas en la Leeds Metropolitan University, hasta que a los diecinueve años se alistó en la sección de antiterrorismo de la Armada sueca, donde fue entrenado en tácticas de batalla, combate y operaciones anti-sabotaje. Mientras estaba en la marina descubrió que aquello no estaba hecho para él y decidió volver a la interpretación.
Su pasión por el teatro hizo que abandonara sus estudios en la universidad y fuera a Nueva York a estudiar teatro en el Marymount Manhattan College. Después de seis meses en Nueva York, un enredo romántico lo llevó nuevamente a Suecia, pero la relación duró poco. A pesar de la decepción, Alexander siguió en Suecia para comenzar, de nuevo, con su carrera como actor.
Apareció en varias producciones suecas y en 2003, fue nominado como "Mejor actor secundario" a los Premios Guldbagge por la película Hundtricket (The Dog Trick en inglés; El truco del perro en español).
Pero Skarsgård no estaba aún contento ya que quería abrir sus horizontes e interpretar papeles más diversos e interesantes debido a que en su Suecia natal estaba empezando a sentirse encasillado en el papel de chico bueno. Desde 2005, y a raíz de sus actuaciones en Revelations y The Last Drop comenzó a participar en producciones internacionales, siendo un punto de inflexión muy importante en su carrera el personaje de Brad Colbert en la miniserie estadounidense Generation Kill (2007) porque supuso su primer papel serio como adulto en Hollywood.
No obstante, antes de trasladarse a Estados Unidos Alexander probó suerte colocándose detrás de la cámara en su Suecia natal junto con Björne Larson para dirigir y escribir en 2003 un corto titulado To kill a child (Att döda ett barn). En dicho proyecto también participó su padre como el narrador y fue protagonizado por su hermano pequeño Valter. El corto le supuso dos premios en el Odense IFF.
Desde 2008 ha saltado definitivamente a la fama gracias a su incorporación al elenco de la serie de la cadena HBO, True Blood, serie del también creador de Six Feet Under, Alan Ball. Skarsgård interpreta a Eric Northman, un vampiro vikingo de más de 1000 años de edad, sheriff del Área 5 y dueño del club "Fangtasia" (juego de palabras en inglés: Colmillo (fang) + Fantasía) en Shreveport. Su personaje, al igual que la serie, están sacados de The Southern Vampire Mysteries (Saga Vampírica Sookie Stackhouse) de la escritora Charlaine Harris.
Poco después de saltar a la fama con True Blood participó en el videoclip de la canción "Paparazzi", de Lady Gaga, donde interpretaba al ambicioso novio de la popular cantante.
En 2010 estrenó dos películas, Metropia y Beyond the Pole (Más allá del Polo). Ese mismo año también estuvo a punto de protagonizar la adaptación a la gran pantalla del cómic Thor, pero finalmente el papel recayó en Chris Hemsworth. Sin embargo ese año posó para Annie Leibovitz en un reportaje como la nueva imagen de la marca estadounidense de trajes Hickey Freeman.
En 2011 apareció en Straw Dogs, junto a Kate Bosworth y James Marsden. Straw Dogs es un remake de la película homónima de 1971. El rodaje comenzó en agosto de 2009 y se estrenó el mes de septiembre en Estados Unidos. Ese año también pudimos verlo junto a su padre y Kirsten Dunst en Melancholia, una película de ciencia ficción dirigida por Lars Von Trier que rodó durante el descanso entre la tercera y la cuarta temporada de True Blood en 2010.
El mismo verano en que rodó Melancolía se trasladó a Hawái para rodar la cinta de acción Battleship, en la que la cantante Rihanna debutó como actriz y que se estrenó en 2012.
Durante el descanso entre la cuarta y la quinta temporada de True Blood Alex grabó en Nueva York What Maisie Knew junto a Julianne Moore, y para el otoño está previsto que se incorpore al rodaje de Disconnected y el thriller ecológico The East.
Alexander se introducirá en el mundo de la producción por primera vez con The Vanguard, una cinta épica sobre dos hermanos vikingos que tratan de volver a su hogar y que está previsto que también protagonice.
En 2018 protagonizó junto a Florence Pugh la miniserie La chica del tambor, dirigida por Park Chan-wook y basada en la novela de espionaje homónima de John Le Carré.
En 2019, actuó junto a Keira Knightley en The Aftermath, un filme situado en la ciudad de Hamburgo en 1946 durante la posguerra, donde interpreta a un sensible arquitecto alemán que se ve obligado a recibir a una familia británica en su hogar. En septiembre de ese año se anunció que sería Randall Flagg en la próxima miniserie The Stand de Stephen King.

## Vida personal
Skarsgård es fanático del fútbol de su país y apoya el equipo Hammarby Fotboll, un club de Estocolmo, su ciudad natal. En octubre de 2010, participó en el "Bajen Aid" donando varios objetos que había autografiado y que subastó donando el dinero al club.
En julio de 2011 recibió un grado honorífico de la Leeds Beckett University, donde había sido estudiante.
Fue embajador del equipo estadounidense en el evento de recaudación de fondos para soldados heridos Walking With The Wounded. Caminó hasta el Polo Sur contra el equipo británico (Príncipe Harry, que era su embajador) y el equipo Canadá/Australia (Dominic West, su embajador). Después de algunos días en la caminata, se decidió que esta parte de la competencia sería eliminada debido al terreno inestable y mal tiempo, aun así los equipos se unieron y continuaron. Junto al Príncipe Harry, West y varios soldados heridos llegaron exitosamente a su destino el 13 de diciembre del año 2013.
Poco se sabe sobre su vida sentimental. Desde que saltara a la fama en Estados Unidos no ha tenido novia oficial pero se le ha relacionado sentimentalmente con varias compañeras de profesión. A raíz del rodaje de True Blood a principios del verano de 2009, se rumoreó que mantenía una relación con Evan Rachel Wood debido a las numerosas veces que fueron vistos juntos, pero esta relación nunca fue confirmada ni desmentida. Algo similar ocurrió con Kate Bosworth, con la que se lo ha visto en diversos eventos oficiales y lúdicos en California y a la que conoció en el rodaje de Straw Dogs mientras aún se hablaba de una posible relación con Evan. Después de dos años de noviazgo con Kate Bosworth, la relación finalizó en un mutuo acuerdo.
En 2009 apareció en la lista de «Los 100 hombres más sexys del mundo» de la mano de la revista People.
En 2015 comenzó una relación con la modelo Alexa Chung, su relación duró hasta mediados de 2017.
A finales de 2022 se convirtió en padre de un niño junto a su pareja Tuva Novotny.

## Filmografía

### Cine
| Año  | Título                      | Personaje               |
| ---- | --------------------------- | ----------------------- |
| 1984 | Åke and His World           | Kalle Nubb              |
| 1989 | The Dog That Smiled         | Jojjo                   |
| 1999 | Happy End                   | Bamse Viktorsson        |
| 2000 | The Dog Trick               | Robinson-Micke          |
| 2000 | The Diver                   | Ingmar                  |
| 2000 | White Water Fury            | Anders                  |
| 2000 | Wings of Glass              | Johan                   |
| 2001 | Kites Over Helsinki         | Robin Åström            |
| 2001 | Zoolander                   | Meekus                  |
| 2004 | Heartbeat                   | El piloto               |
| 2005 | Double Shift                | Nisse                   |
| 2005 | The Last Drop               | Teniente Jergen Voller  |
| 2005 | Om Sara                     | Kalle Öberg             |
| 2006 | Never Be Mine               | Christopher             |
| 2006 | Kill Your Darlings          | Geert                   |
| 2006 | Score                       | Micke                   |
| 2006 | Exit                        | Fabian von Klerking     |
| 2007 | Järnets änglar              | Stefan                  |
| 2009 | Metropia                    | Stefan (voz)            |
| 2009 | Beyond the Pole             | Terje                   |
| 2010 | Trust Me                    | Alex                    |
| 2010 | Moomins and the Comet Chase | Moomintroll (voz)       |
| 2010 | 13                          | Jack                    |
| 2011 | Straw Dogs                  | Charlie Venner          |
| 2011 | Melancholia                 | Michael                 |
| 2012 | Battleship                  | Comandante Stone Hopper |
| 2012 | What Maisie Knew            | Lincoln                 |
| 2013 | Disconnect                  | Derek Hull              |
| 2013 | The East                    | Benji                   |
| 2014 | The Giver                   | Padre de Jonas          |
| 2015 | Hidden                      | Ray                     |
| 2015 | The Diary of a Teenage Girl | Monroe Rutherford       |
| 2016 | Zoolander 2                 | Adam                    |
| 2016 | War on Everyone             | Terry Monroe            |
| 2016 | La leyenda de Tarzán        | Tarzán/John Clayton     |
| 2018 | Mute                        | Leo Beiler              |
| 2018 | The Hummingbird Project     | Anton Zaleski           |
| 2018 | Hold the Dark               | Vernon Sloane           |
| 2019 | The Aftermath               | Stefan Lubert           |
| 2019 | Long Shot                   | James Steward           |
| 2021 | Godzilla vs. Kong           | Dr. Nathan Lind         |
| 2021 | Passing                     | John Bellew             |
| 2022 | The Northman                | Príncipe Amleth         |
| 2023 | Infinity Pool               | James Foster            |
| 2023 | Eric Larue                  | Ron LaRue               |
| 2023 | Lee                         | Roland Penrose          |

### Televisión
| Año     | Título                               | Personaje                  | Observaciones            |
| ------- | ------------------------------------ | -------------------------- | ------------------------ |
| 1987    | Idag röd                             | Fred                       | Película para televisión |
| 1999    | Vita lögner                          | Marcus Englund             | 10 episodios             |
| 2000    | D-dag                                | Hijastro de Lise           | Película para televisión |
| 2000    | Judith                               | Ante Lindström             | Episodio: "Del 2"        |
| 2005    | Revelations                          | Gunnar Eklind              | Miniserie                |
| 2006    | Cuppen                               | Micke                      | Película para televisión |
| 2007    | Golden Brown Eyes                    | Cantante de Boogey Knights | 2 episodios              |
| 2008    | Generation Kill                      | Sgt. Brad "Iceman" Colbert | Miniserie; 7 episodios   |
| 2008–14 | True Blood                           | Eric Northman              | 76 episodios             |
| 2013    | Eastbound & Down                     | Toby Powers de adulto      | Episodio: "Chapter 29"   |
| 2017    | Big Little Lies                      | Perry Wright               | 7 episodios              |
| 2018    | Drunk History                        | James Dunn                 | Episodio: "Heroines"     |
| 2018    | The Little Drummer Girl              | Gadi Becker                | 6 episodios              |
| 2019    | On Becoming a God in Central Florida | Travis                     |                          |
| 2020    | The Stand                            | Randall Flagg              | 8 episodios              |
| 2021–23 | Succession                           | Lukas Matsson              | 3.ª y 4.ª temporada      |
| 2025    | Murderbot                            | Murderbot                  | 6 episodios              |

| Año  | Título          | Observaciones                |
| ---- | --------------- | ---------------------------- |
| 2003 | To Kill a Child | Codirector con Björne Larson |

| Año  | Título           | Personaje         | Artista(s) |
| ---- | ---------------- | ----------------- | ---------- |
| 2009 | "Paparazzi"      | Novio             | Lady Gaga  |
| 2013 | "Free your mind" | Líder de la secta | Cut Copy   |

## Premios y nominaciones
| Año  | Premiación                         | Trabajo                 | Categoría                                                              | Resultado |
| ---- | ---------------------------------- | ----------------------- | ---------------------------------------------------------------------- | --------- |
| 2003 | Odense International Film Festival | To Kill a Child         | Grand Prix                                                             | Ganador   |
| 2003 | Odense International Film Festival | To Kill a Child         | Press Award                                                            | Ganador   |
| 2003 | Guldbagge Awards                   | Hundtricket - The Movie | Best Supporting Actor                                                  | Nominado  |
| 2009 | Scream Award                       | True Blood              | Best Villain                                                           | Ganador   |
| 2009 | Scream Award                       | True Blood              | Best Television Ensemble                                               | Ganador   |
| 2010 | Screen Actors Guild Awards         | True Blood              | Outstanding Performance by an Ensemble in a Drama Series               | Nominado  |
| 2010 | Saturn Award                       | True Blood              | Best Supporting Actor in Television                                    | Nominado  |
| 2010 | NewNowNext Awards                  | True Blood              | Brink of Fame: Actor                                                   | Nominado  |
| 2010 | Scream Award                       | True Blood              | Best Television Performance                                            | Nominado  |
| 2010 | Scream Award                       | True Blood              | Best Horror Actor                                                      | Ganador   |
| 2011 | Teen Choice Awards                 | True Blood              | Choice Vampire                                                         | Nominado  |
| 2011 | Scream Award                       | True Blood              | Best Horror Actor                                                      | Ganador   |
| 2011 | Scream Award                       | True Blood              | Best Ensemble                                                          | Ganador   |
| 2012 | Robert Award                       | Melancholia             | Best Supporting Actor (Årets mandlige birolle)                         | Nominado  |
| 2012 | Fangoria Chainsaw Awards           | Straw Dogs              | Best Supporting Actor                                                  | Nominado  |
| 2017 | Primetime Emmy Awards              | Big Little Lies         | Mejor actor de reparto - Miniserie o telefilme                         | Ganador   |
| 2018 | Golden Globe Awards                | Big Little Lies         | Mejor actor de reparto de serie, miniserie o telefilme                 | Ganador   |
| 2018 | Satellite Awards                   | Big Little Lies         | Mejor actor de reparto de miniserie o serie de televisión              | Nominado  |
| 2018 | Critics' Choice Awards             | Big Little Lies         | Mejor actor de reparto en película/miniserie                           | Ganador   |
| 2018 | Screen Actors Guild Awards         | Big Little Lies         | Mejor actor de televisión - Miniserie o telefilme                      | Ganador   |
| 2020 | Screen Actors Guild Awards         | Big Little Lies         | Premio del Sindicato de Actores al mejor reparto de televisión - Drama | Nominado  |